# Acanthurus nigrofuscus
Acanthurus nigrofuscus är en fiskart som först beskrevs av Forsskål, 1775.  Acanthurus nigrofuscus ingår i släktet Acanthurus och familjen Acanthuridae. Inga underarter finns listade i Catalogue of Life.
Exemplaren blir könsmogna när de är 10 till 14 cm långa och de når en längd av upp till 21 cm. Arten har i ryggfenan 9 taggstrålar och 24 till 27 mjukstrålar samt i analfenan 3 taggstrålar och 22 till 24 mjukstrålar. På den bruna grundfärgen förekommer smala blågråa strimmor och den ljusa stjärtfenan är svart vid övre kanten. Typisk är en mörk punkt i ryggfenans bakre del.
Arten förekommer i havet kring Hawaii. Den dyker till ett djup av 90 meter. Acanthurus nigrofuscus hittas nära klippor och korallrev. Den har plankton och alger som föda och bildar stim med ett fåtal eller några hundra medlemmar. Ungar vandrar längre sträckor när de är 55 till 60 dagar gamla. Utanför parningstiden bildar hannar och honor egna grupper.
Aktiviteter som skadar korallrev påverkar även denna fisk. Hela populationen är fortfarande stabil. IUCN listar arten som livskraftig (LC).
Några exemplar fångas som matfisk.

## Bildgalleri

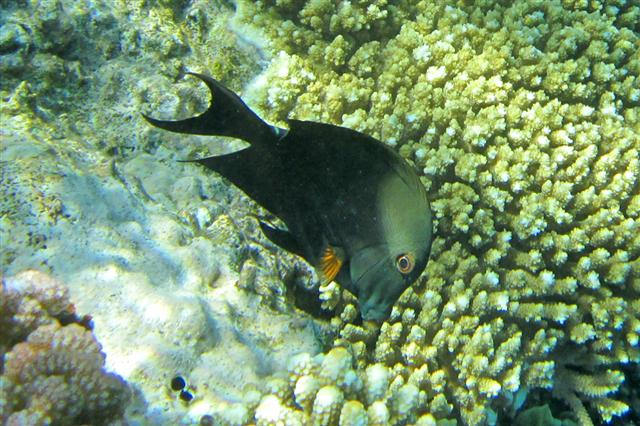
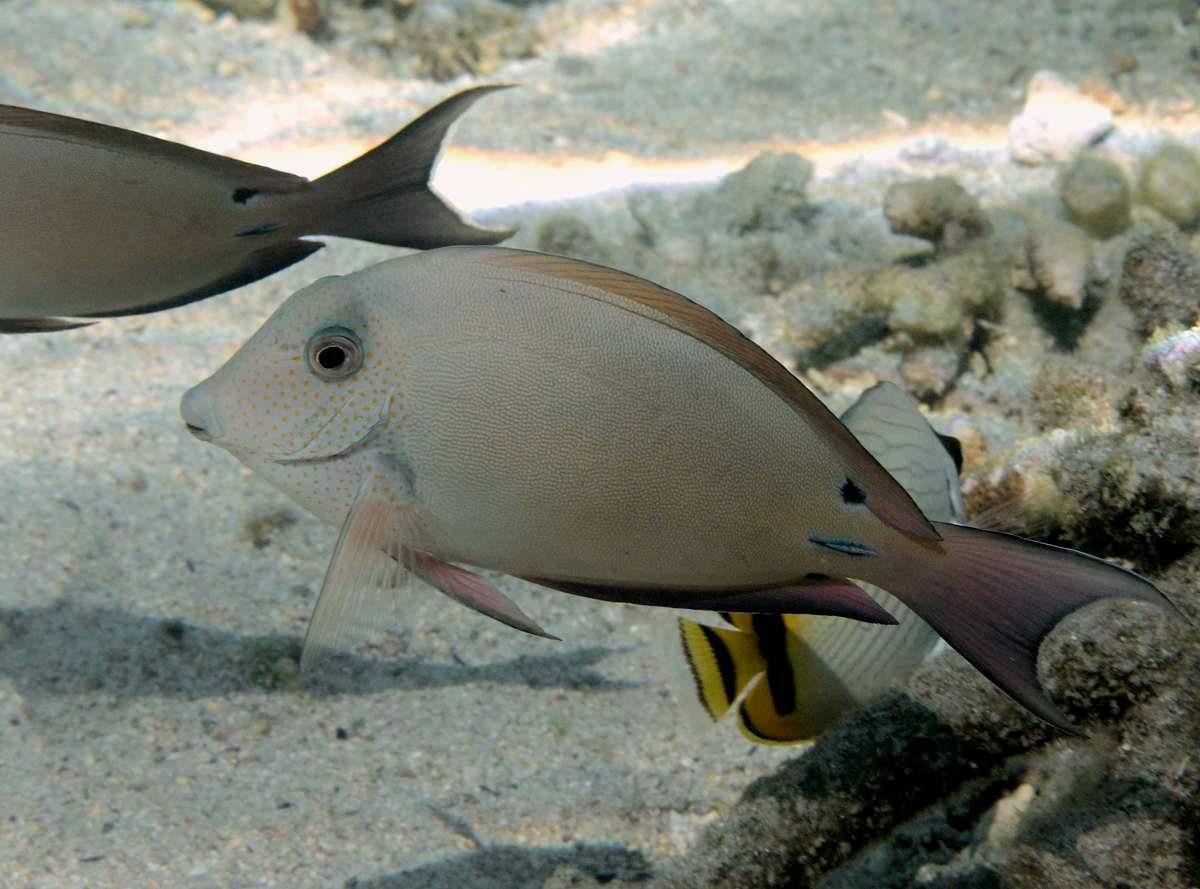
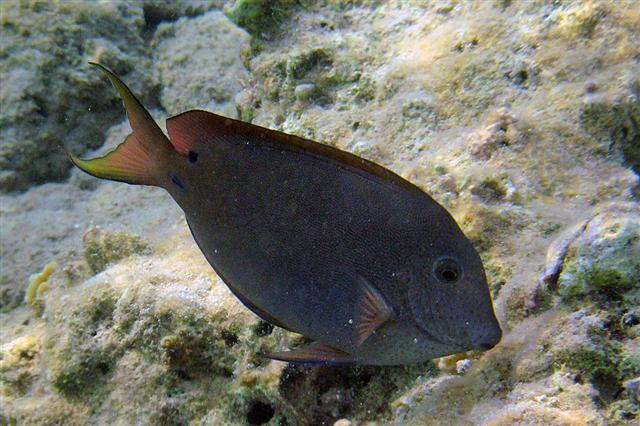
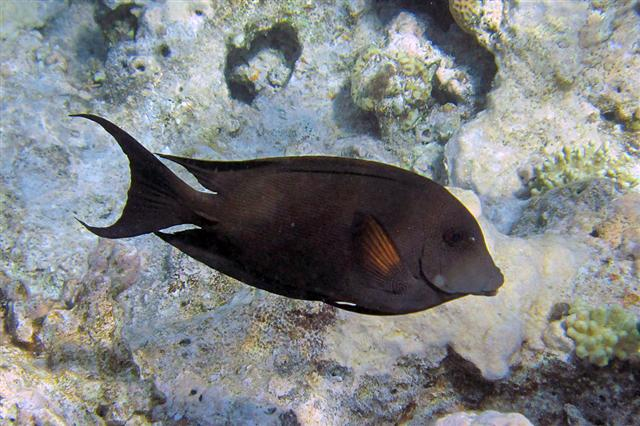
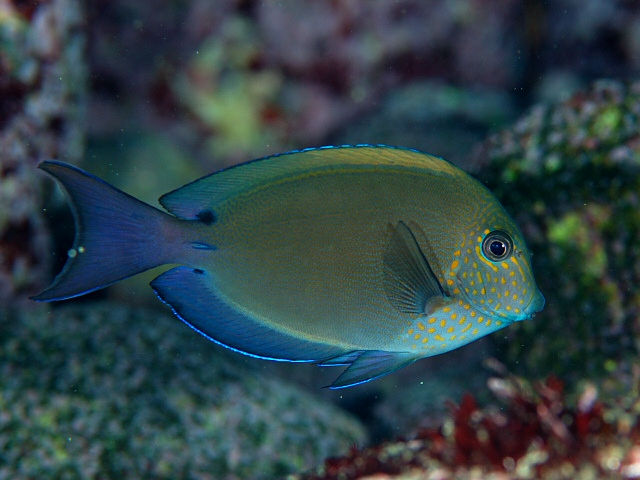

- Den stora ljusa fisken är en Acanthurus nigrofuscus.